# Orthomorpha longipes
Orthomorpha longipes är en mångfotingart som beskrevs av Carl Graf Attems 1896. Orthomorpha longipes ingår i släktet Orthomorpha och familjen orangeridubbelfotingar. Inga underarter finns listade i Catalogue of Life.